# PGC 2486331
LEDA/PGC 2486331 ist eine Galaxie im Sternbild Großer Bär am Nordsternhimmel. Sie ist schätzungsweise 850 Millionen Lichtjahre von der Milchstraße entfernt und hat einen Durchmesser von etwa 75.000 Lichtjahren. Vom Sonnensystem aus entfernt sich das Objekt mit einer errechneten Radialgeschwindigkeit von näherungsweise 19.000 Kilometern pro Sekunde. Nach Lage der Daten bildet sie gemeinsam mit PGC 2486861, PGC 2486958 und PGC 2487092 eine gravitativ gebundene Galaxiengruppe. 
Im selben Himmelsareal befinden sich unter anderem die Galaxien PGC 2478930, PGC 2484668, PGC 2486084, PGC 2492438.